# Tumultus
Tumultus är ett latinskt ord som betyder uppror, upphetsning, agitation, och används inom exempelvis medicin och rättsvetenskap.